# Sepp Heckelmiller
Josef „Sepp“ Heckelmiller (* 5. November 1943 in Hindelang) ist ein ehemaliger deutscher Skirennläufer.
Bei den Olympischen Spielen 1968 im französischen Grenoble erreichte er im Riesenslalom den 24. Platz. Kurz darauf am 10. März 1968 gewann er im Alpinen Skiweltcup seine ersten Punkte, als er im Riesenslalom von Méribel den fünften Platz erreichte. Am Ende der Saison 1968 belegte er damit den 35. Platz in der Weltcup-Gesamtwertung sowie den 18. Platz in der Riesenslalom-Wertung. Am 5. Januar 1970 fuhr Heckelmiller in Adelboden mit dem zweiten Platz erstmals aufs Siegerpodium bei einem Weltcup-Rennen. Bei den Alpinen Skiweltmeisterschaften 1970 in Gröden erreichte er im Riesenslalom den 11. Platz. In der folgenden Saison 1970/71 konnte er seine Leistungen weiter steigern und erreichte am Ende den 16. Platz in der Weltcup-Gesamtwertung sowie den 6. Platz in der Riesenslalom-Wertung. Bei den Olympischen Winterspielen 1972 in Sapporo startete er erneut, schied jedoch bereits im ersten Lauf aus. Am 15. April 1972 gewann er einen Riesenslalom bei der «Silvretta-Tropäe» in Ischgl vor den Österreichern Hubert Berchtold und David Zwilling, anderntags bei noch einem Riesenslalom wurde er Dritter hinter Berchtold und Reinhard Tritscher.

1974 wurde er Deutscher Meister im Riesenslalom. Bei den Alpinen Skiweltmeisterschaften im gleichen Jahr in St. Moritz fuhr er wie bereits 1970 erneut auf den 11. Platz. Seine letzten Weltcuppunkte hatte er im März 1973 gewonnen.
Nach dem Ende seiner aktiven Karriere war er als Leiter einer Skischule in Oberjoch sowie als Hotelier tätig.